# Winter van 1988-1989
De winter van 1988-1989 was in Nederland op dat moment de warmste winter ooit gemeten, met in De Bilt een gemiddelde temperatuur van 5,6 °C. Dit record zou slechts één jaar later alweer overtroffen worden.  Bij het KMI in Ukkel bedroeg de gemiddelde temperatuur 5,5 °C, toen nog goed voor een tweede plaats op de ranglijst van zachtste winters, en was het tevens de enige sneeuwloze winter van de 20ste eeuw.
Het koudegetal over deze winter bedroeg in De Bilt uiteindelijk slechts 1,9, toen een absoluut laagterecord. In de winter van 2013-2014 werd dit record gebroken, toen het koudegetal gedurende de gehele periode november-maart op 0,0 bleef staan.
1974-1975 · 1988-1989  · 1989-1990  · 1999-2000 · 2006-2007 · 2013-2014 · 2014-2015 · 2015-2016 · 2019-2020